# パトリック・カーンズ
パトリック・カーンズ（Patrick Carnes, Ph.D.）はアメリカの医学博士であり、アディクション（依存症、嗜癖）研究で知られる。特に性依存症に関する第一人者であり、現在はアメリカ・ミシシッピ州、Hattiesburgの病院関係施設であるPine Grove Behavioral Health & Addiction Servicesにて依存症治療プログラムのディレクターを勤める。

## 著作
- Don't Call It Love -Recovery from Sexual Addiction
- Out of the Shadows -Understanding Sexual Addiction
- 日本語訳版：「セックス依存症 その理解と回復・援助」内田 恒久 (翻訳)/中央法規出版/2004年